# Hypselothyrea fascipennis
Hypselothyrea fascipennis är en tvåvingeart som beskrevs av Meijere 1906. Hypselothyrea fascipennis ingår i släktet Hypselothyrea och familjen daggflugor. Inga underarter finns listade i Catalogue of Life.